# متحف التعذيب
متحف التعذيب هو متحف يعرض أدوات التعذيب وتاريخ التعذيب واستخدامه في المجنمعات الإنسانية. توجد العديد من متاحف التعذيب في أوروبا، ومنها متحف التعذيب في سيينا في إيطاليا، وآخر في بروج في بلجيكا، وآخر في أمستردام في هولندا.